# Harrisonita
La harrisonita és un mineral de la classe dels fosfats. Rep el seu nom en honor de James Merritt Harrison (1915-1990), geocientífic i exdirector del Geological Survey of Canada entre els anys 1956 i 1964. Va ser guardonat amb la medalla Logan de l'Associació Geològica del Canadà el 1969.

## Característiques
La harrisonita és un fosfat de fórmula química CaFe2+
6(SiO₄)₂(PO₄)₂. Va ser aprovada com a espècie vàlida per l'Associació Mineralògica Internacional l'any 1991, i publicada per primer cop el 1993. Cristal·litza en el sistema trigonal. La seva duresa a l'escala de Mohs es troba entre 4 i 5.
Segons la classificació de Nickel-Strunz, la harrisonita pertany a «08.AC: Fosfats, etc. sense anions addicionals, sense H₂O, amb cations de mida mitjana i gran» juntament amb els següents minerals: howardevansita, al·luaudita, arseniopleïta, caryinita, ferroal·luaudita, hagendorfita, johil·lerita, maghagendorfita, nickenichita, varulita, ferrohagendorfita, bradaczekita, yazganita, groatita, bobfergusonita, ferrowyl·lieïta, qingheiïta, rosemaryita, wyl·lieïta, ferrorosemaryita, qingheiïta-(Fe2+), manitobaïta, marićita, berzeliïta, manganberzeliïta, palenzonaïta, schäferita, brianita, vitusita-(Ce), olgita, barioolgita, whitlockita, estronciowhitlockita, merrillita, tuïta, ferromerrillita, bobdownsita, chladniïta, fil·lowita, johnsomervilleïta, galileiïta, stornesita-(Y), xenofil·lita, kosnarita, panethita, stanfieldita, ronneburgita, tillmannsita i filatovita.

## Formació i jaciments
Va ser descoberta a l'illa d'Arcedeckne, al territori de Nunavut, al Canadà. També ha estat descrita a la pegmatita Jocão, a Minas Gerais, Brasil; i a Velké Meziříčí, a la regió de Vysočina, a la República Txeca.